# Río Chontamayo
Es un arroyo ubicado cerca del centro poblado de Chontabamba en el distrito de Vilcabamba dentro de la provincia de La Convención en el departamento de Cuzco. Presenta una altitud de 1220 m.s.n.m siendo tributario del río San Miguel. En una zona de su margen izquierdo se ubica el centro arqueológico de Espíritu Pampa.

## Geografía
El arroyo nace en la vertiente oriental de la cordillera de Vilcabamba en Cuzco, desarrollándose en plena selva alta con un clima subtropical y una abundante vegetación, con una longitud de 19.73 kilómetros. Se ubica hidrogeológicamente como un tributario del San Miguel dentro de la cuenca del río Cushireni, la cual tiene un área de 1145 km² con un perímetro de 190.6 km; siendo esta última una subcuenca de la cuenca del Alto Urubamba. En su recorrido ,según el estudio de zonificación , presenta de acuerdo al promedio de su cuenca, una pendiente del orden del 4%.

## Geología
La cuenca del Urubamba presenta depósitos aluviales del Cuaternario Holocánico , del tipo cono, que están adosados a la desembocadura de las quebradas principales.Estos depósitos se encuentran conformados por grandes bloques y gravas de rocas intrusivas como calizas, cuarcitas, pizarras y gneis; envueltos por una matriz areno-arcillosa.

El río Chontamayo representa uno de estos depósitos,compuesto principalmente de rocas intrusivas; el cual forma parte del suroeste de la zona geológica identificada como el cuadrángulo de Chuanquiri,donde estos se caracterizan por abarcar grandes áreas. Además el río en que desemboca,San Miguel, también se caracteriza por presentar importantes depósitos de rocas de la misma naturaleza.